# Nawarra

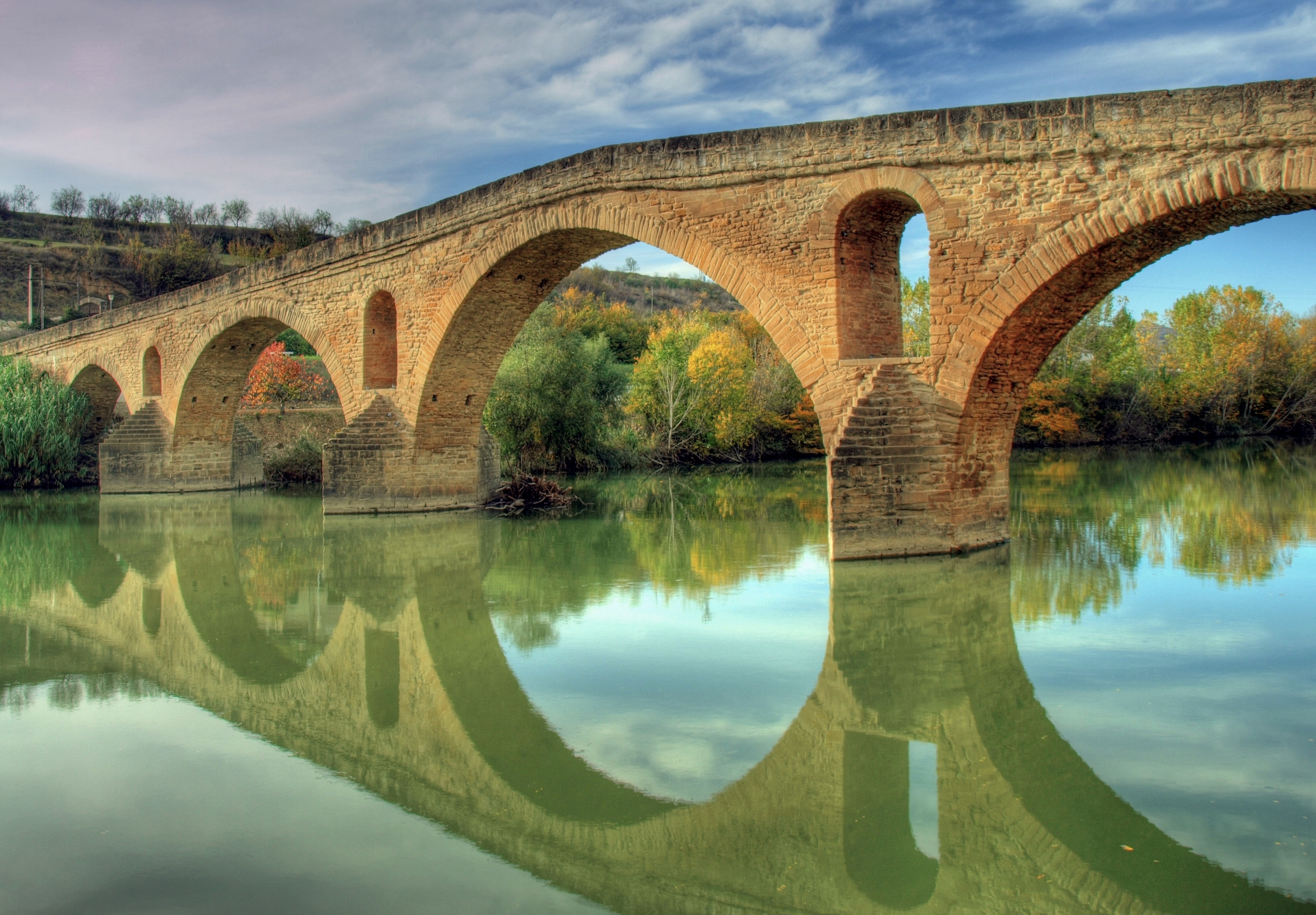
Most w Puente La Reina

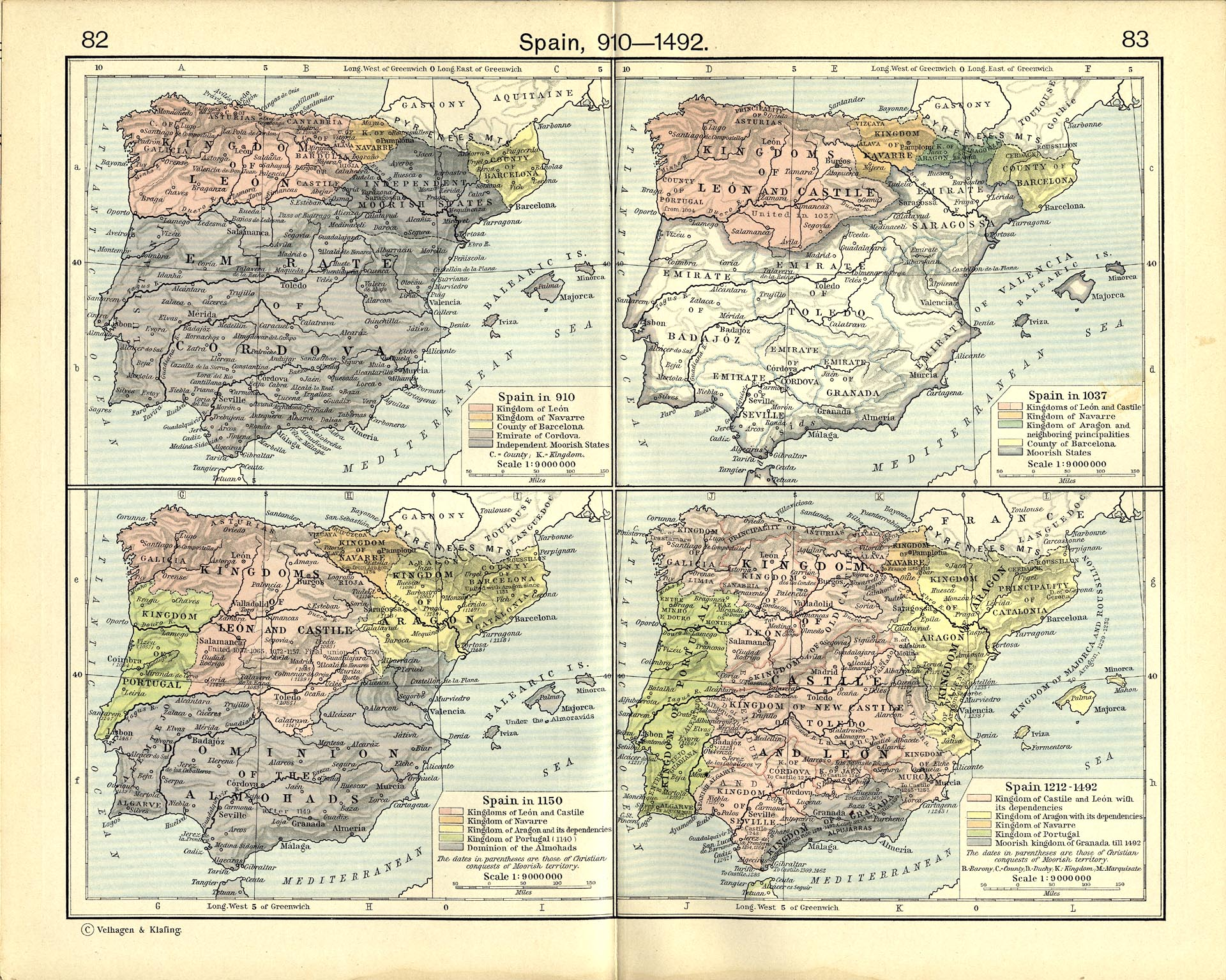
Navarra (pomarańcz) w roku 910, 1037, 1150 i 1492 (kliknij aby powiększyć)

Nawarra (hiszp. Navarra, fr. Navarre, bask. Nafarroa) – kraina historyczna w zachodniej części Pirenejów na pograniczu Hiszpanii i Francji. Pod zwierzchnictwem Nawarry znajdowała się niegdyś również część francuskiego departamentu Pyrénées-Atlantiques, obecnie znana jako Dolna Nawarra (fr. Basse-Navarre).

## Nawarra jako wspólnota autonomiczna Hiszpanii
Wspólnota autonomiczna Nawarry (hiszp. Comunidad Foral de Navarra, bask. Nafarroako Foru Erkidegoa), w całości będąca też Prowincją Nawarry (hiszp. Provincia de Navarra, bask. Nafarroako Probintzia) graniczy z prowincjami: Guipúzcoa, Álava (obie we wspólnocie Kraju Basków), Saragossą, Hueską (obie w Aragonii), La Rioja oraz z Francją.
Nawarra stanowi jedną z dwóch (obok Kraju Basków) wspólnot autonomicznych o statusie comunidad foral, tj. wspólnoty prawa lokalnego. Określenie to przysługuje jej w związku z faktem, że dawna autonomia prawna (stąd foral od fueros – zbiór praw lokalnych) nigdy nie została w tym regionie zniesiona. Nie dokonał tego gen. Franco, odwdzięczając się za poparcie Nawarry w wojnie domowej. Dzięki temu po uchwaleniu nowej konstytucji Hiszpanii w 1978 r. Nawarze przysługiwało prawo do ogłoszenia szerszej autonomii bez dodatkowych warunków, które musiała spełnić większość wspólnot autonomicznych. Istotnym uprawnieniem Nawarry jako wspólnoty prawa lokalnego jest negocjacja z rządem hiszpańskim tzw. umowy ekonomicznej (Convenio Económico), która określa udział obu stron w podatkach i wydatkach. Dodatkowo statut autonomiczny Nawarry jako jedyny nie nosi nazwy statutu, lecz Ustawy o udoskonaleniu prawa lokalnego (Ley de Amejoramiento del Fuero).
Powierzchnia wspólnoty wynosi 10 391 km². W 2020 r. ludność Nawarry wyniosła 661 197 osób (gęstość zaludnienia: 63,63 osoby/km²). Jedna trzecia tej liczby zamieszkuje stolicę prowincji, Pampelunę.
Od 6 sierpnia 2019 prezydentem Nawarry jest María Chivite, z Socjalistycznej Partii Nawarry, regionalnego odłamu Hiszpańskiej Socjalistycznej Partii Robotniczej.

## Historia
- od IX wieku samodzielne państwo
- w XI–XII wieku związana z Aragonią
- od XIII wieku pod wpływem Francji
- od 1512 roku południowa część Nawarry została włączona do Hiszpanii
- północna część Nawarry od XVI wieku w posiadaniu Burbonów, a później w unii personalnej z Francją
- w 1789 francuską część Nawarry przekształcono w departament Basses Pyrénées